# Нюк
Нюк (Нюкозеро, Нокко, Нюкка, Сок, Нюко) е сладководно езеро в Европейската част на Русия, Република Карелия. С площ от 214 km² е 12-о по-големина езеро в Република Карелия и 59-о по големина в Русия.
Езерото Нюк е разположено в крайната северозападна част на Източноевропейската равнина, в централната част на Република Карелия, на 134 m н.в. То е междинен водоем в езерната система на река Кем, вливаща се в Бяло море.
Котловината на езерото е с ледниково-тектонски произход и има значителна дълбочина. Има форма на латинска буква „V“, със завъртяна основа на югоизток. Дели се на две големи части: южна, основна, с посока изток-запад и дължина 37 km и присъединена към нея почти под прав ъгъл северна. Тук е и най-широката част на езерото 22,5 km. Площ 214 km2, обем 1,8 km3. Бреговата линия с дължина 254,6 km е силно разчленена с множество заливи (Шауна, Пизмагуба, Хяме, Растас и др.), полуострови и острови. Има 126 острова (най-големи: Торайсари, Везансари, Курчунсари, Папинсари, Кеурунсари, Хернесари) с обща площ 10,3 km2, а дължината на бреговата линия с островите достига 376,5 km. За езерото Нюк са характерни три вида брегове: скалисти, акумулативни, изградени от моренни материали и пясъци, ниски и заблатени. Дъното е неравно, изпъстрено с ями и подводни възвишения, простиращи се в различни направления. Средна дълбочина 8,5 m, максимална – 40 m. Северната част на езерото има сравнително равно дъно. Над 80% от дъното на езерото е покрито с тиня, а в останалата част е песъчливо, каменисто, тинесто-пясъчно и глинесто.
Водосборният басейн на Нюк е 3300 km2. В него се вливат 12 реки с дължина над 10 km: Ногеусйоки (изтича от езерото Кимасозеро), Айтайоки, Вайвайоки, Оя и др. От източната (залива Растас) и югоизточната част (залива Хяме) изтичат съответно реките Растас (11 km) и Хяме, които почти една до друга се вливат отляво в река Чирка Кем, десен приток на река Кем, вливаща в Бяло море при град Кем.
Подхранването на езерото е снежно-дъждовно, с преобладаване на снежното. Средна годишна амплитуда на езерното ниво е 0,9 m. По термичен режим езерото Нюк се отнася към езерата от умерения тип. То замръзва през ноември, а се размразява през първата декада на май. През лятото температурата на водата на повърхността, в заливите и крайбржните части достига до 23 °C. Водата му е слабо минерализирана. Прозрачността ѝ през лятото в различните му части е различна и се колебае от 1,7 m в западната до 3,2 m в северната част.
Водната растителност е представена от 46 вида (обикновена тръстика, езерен камъш, хвощ и др.) и е разпространена в плитките заливи и крайбрежните райони. Богато на риба. Рибопродуктивност 3 кг/ха.
По бреговете на езерото няма постоянни населени места. На 9 km югозападно от него, на езерото Кимасозеро е разположено село Кимасозеро, на 16 km югоизточно е село Ледмозеро, а на 17 km североизточно, на река Чирка Кем – село Боровой.

## Топографски карти
- Лист от карта Q-36-XXXI, XXXII.
- Лист от карта Q-36-XXXIII, XXXIV.